# Пружанський Єфрем Аврамович
Пружанський Єфрем Аврамович (нар. 6 травня 1930, Київ — пом. 21 листопада 1995, Київ) — радянський і український режисер-мультиплікатор, сценарист та художник-мультиплікатор.

## Життєпис
Народився в родині службовця. Закінчив Київський інженерно-будівельний інститут (1955). 
Працював архітектором, художником, з 1964 — художником-аніматором, і з 1968 — режисером Творчого об'єднання художньої мультиплікації студії «Київнаукфільм».
Був членом Спілки кінематографістів України.

## Фільмографія
- «Невмивака», «Водопровід на город» (1964, аніматор)
- «Микита Кожум'яка», «Життя навпіл» (1965, аніматор)
- «Осколки», «Чому у півня короткі штанці», «Злісний розтрощувач яєць» (1966, аніматор)
- «Колумб пристає до берега», «Пісенька в лісі», «Розпатланий горобець», «Тяв і Гав» (1967, аніматор)
- «Людина, що вміла літати», «Казка про місячне світло» (1968, художник-аніматор)
- «Музичні малюнки», «Осіння риболовля», «Опудало» (1968, аніматор)
- «Камінь на дорозі. Колона» (1968, режисер у співавт.)
- «Людина, яка вміла робити дива» (1969, режисер, сценарист)
- «Пригоди козака Енея» (1969, аніматор)
- «Котигорошко» (1970, аніматор)
- «Казка про доброго носорога» (1970, аніматор)
- «Чарівні окуляри» (1970, режисер, аніматор)
- «Моя хата скраю» (1971, режисер)
- «Створення мікросвіту» (1972, режисер)
- «Сказання про Ігорів похід» (1972, аніматор)
- «Парасолька на риболовлі», «Грай, моя сопілочко» (1973, режисер)
- «Парасолька на полюванні», «Таємниця країни суниць» (1973, аніматор)
- «Пригоди малюка Гіпопо», «Що на що схоже» (1974, аніматор)
- «Казка про яблуню» (1974, режисер, сценарист)
- «Найдорожчий малюнок» (1975, режисер)
- «Як козаки сіль купували» (1975, аніматор)
- «Парасолька стає дружинником» (1976, аніматор)
- «Як годували ведмежа» (1976, режисер)
- «Вузлики на пам'ять» (1977)
- «Як козаки олімпійцями стали» (1978, аніматор)
- «Казка про Чугайстра» (1978, режисер, сценарист)
- «Як козаки мушкетерам допомагали» (1979, аніматор)
- «Грицькові книжки» (1979, режисер)
- «За кого вас вважати?», «Коли зустрічаються двоє» (1980, режисер)
- «Фітіль» № 158 (1981)
- «Аліса в країні чудес» (1981, З серії, режисер)
- «Аліса в Задзеркаллі» (1982, режисер)
- «Про всіх на світі» (1984, режисер)
- «Як козаки на весіллі гуляли» (1984, аніматор)
- «Сампо з Лапландії» (1985, режисер)
- «Працьовита старенька» (1986, режисер)
- «Пісочний годинник» (1987, режисер, сценарист)
- «Де ти, мій коню?..» (1988, режисер)
- «Три Паньки» (1989, режисер)
- «Три Паньки хазяйнують» (1990, режисер, аніматор)
- «Пережиток минулого» (1991)
- «Три Паньки на ярмарку» (1991, режисер)
- «Ласкаво просимо» (1993),
- «Мувіняня» (2. «Раллі», 1994, співавт. сцен.) та ін.